# شهرستان چادگان
شهرستان چادگان یکی از شهرستان‌های استان اصفهان است. که در منطقه فریدن واقع شده است. مرکز این شهرستان، شهر چادگان است.

## تقسیمات کشوری
شهرستان چادگان دارای ۲ بخش، ۴ دهستان و ۲ شهر به شرح زیر است:

### شهرستان چادگان
| بخش    | مرکز بخش | جمعیت بخش ۱۳۹۵ | نام دهستان   | مرکز دهستان | جمعیت دهستان ۱۳۹۵ | شهر              | جمعیت شهر ۱۳۹۵      |
| ------ | -------- | -------------- | ------------ | ----------- | ----------------- | ---------------- | ------------------- |
| مرکزی  | چادگان   | ۲۷٬۴۲۴ نفر     | کبوترسرخ     | رزوه        | ۸٬۹۲۲ نفر         | چادگان رزوه      | ۹٬۹۲۴ نفر ۴٬۳۳۲ نفر |
| مرکزی  | چادگان   | ۲۷٬۴۲۴ نفر     | کاوه آهنگر   | مشهد کاوه   | ۵٬۸۸۴ نفر         | چادگان رزوه      | ۹٬۹۲۴ نفر ۴٬۳۳۲ نفر |
| چنارود | اورگان   | ۵٬۴۷۹ نفر      | چنارود شمالی | فراموشجان   | ۴٬۲۷۴ نفر         | **************** | ****************    |
| چنارود | اورگان   | ۵٬۴۷۹ نفر      | چنارود جنوبی | اورگان      | ۲٬۶۵۱ نفر         | **************** | ****************    |

## موقعیت جغرافیایی

### موقعیت ریاضی
شهرستان چادگان در محدوده‌ای به مختصات ۵۰ درجه و ۱۳ دقیقه تا ۵۰ درجه و ۵۱ دقیقه طول شرقی و ۳۲ درجه و ۳۲ دقیقه تا ۳۲ درجه و ۵۸ دقیقه عرض شمالی واقع شده‌است؛ بنابراین از طولی معادل ۸/۳۸ دقیقه یا ۹/۵۸ کیلومتر و عرضی معادل ۵۸/۲۵ دقیقه یا ۱/۴۷ کیلومتر برخوردار می‌باشد.

### موقعیت نسبی
مرکز شهرستان در فاصله تقریبی ۱۱۵ کیلومتری غرب مرکز استان واقع گردیده‌است و با مساحت ۱۲۰۰ کیلومتر مربع از سمت شمال و شرق با شهرستان تیران و کرون، از سمت شمال غرب با شهرستان فریدن، از سمت غرب با شهرستان فریدون‌شهر و از سمت جنوب با استان چهارمحال و بختیاری هم‌مرز می‌باشد.

### موقعیتتوپوگرافی
بلندترین و پست‌ترین نقاط ارتفاعی شهرستان به ترتیب برابر ۳۹۱۵ متر و ۱۹۵۰ متر از سطح دریا هستند که بر این اساس ارتفاع متوسط منطقه ۲۹۳۲ متر محاسبه می‌شود، در صورتیکه تراز سطوح ارتفاعی، میانگین ارتفاع شهرستان را بین خطوط تراز ۲۴۰۰ تا ۲۵۰۰ متر نشان می‌دهد.
مهم‌ترین رشته کوه‌های شهرستان در حاشیه شمالی شامل ارتفاعات بزی نو (۲۹۵۲ متر) و دالان کوه (۳۹۱۵ متر)، در حاشیه جنوب غربی شامل کوه خوربه (۳۰۵۰ متر) و کوه سرچشمه کوگانک  (۳۳۰۰ متر) و در حاشیه غربی شامل کوه سفید (۳۲۱۳ متر) و کوه ترکی (۳۰۸۵ متر) می‌باشند. شیب عمومی منطقه در دو جهت، از سمت شمال به جنوب و از سمت غرب به شرق کاهش می‌یابد. ارتفاع متوسط شهر چادگان ۲۳۱۰ متر محاسبه شده‌است.

### موقعیت زمین‌شناسی
شهرستان چادگان بر اساس تقسیمات اشتوکلین که ایران را به نه واحد ساختمانی–رسوبی تقسیم کرده در واحد سنندج–سیرجان قرار گرفته‌است. این واحد در مرز جنوبی خود چسبیده به زون زاگرس مرتفع و هم روند با آن می‌باشد و از دیدگاه جغرافیایی ارتفاعات موجود در شهرستان را قسمتی از سلسله جبال زاگرس (کوه‌های بختیاری) به حساب آورده و به همین جهت از آن به پیش کوه بختیاری نیز یاد می‌شود. پهنه زمین ساختی شهرستان متنوع بوده و تشکیلات دوران‌های مختلف در آن یافت می‌گردد که قسمت اعظم آن را آهک، دولومیت، شیل و ماسه سنگ‌های دوره دوم و رسوبات آبرفتی دوره چهارم تشکیل داده‌است. ساختمان زمین ساختی شهرستان به شکل یک ناودیس به نظر می‌آید که از دو سو توسط تاقدیس‌هایی احاطه گشته‌است. محور ناودیس و تاقدیس‌ها روند شمال غرب به جنوب شرق را حفظ کرده که مطابق با روند عمومی زون سنندج–سیرجان است.
سیستم‌های گسلی موجود نقش مؤثری در عملکرد فرآیندهای فرسایشی و شکل زایی در منطقه ایفا می‌کند. همچنین گسل‌ها و شکست‌ها عامل عمده پدیده انحلال در سنگ‌های سخت آهکی هستند و پدیده کارست و انتقال زیرزمینی آب در بسیاری از نقاط به صورت چشمه‌های کارستی تأمین‌کننده آب منطقه محسوب می‌گردد. گسل رانده زاگرس که یکی از طویل‌ترین و فعال‌ترین گسل‌های کشور قلمداد می‌شود در منتهی الیه جنوب غربی محدوده شهرستان در نزدیکی روستای سرچشمه کوگانک، جایی که رودخانه زاینده رود وارد مرزهای شهرستان می‌شود خودنمایی می‌کند. همچنین سه خط گسله اصلی دیگر، هم روند گسله زاگرس و به صورت پوشیده به ترتیب در امتداد روستای هرمانک، روستای خرسانک، روستای علی‌آباد و محل سد زاینده‌رود پهنه شهرستان را درمی‌نوردد.

### موقعیت اقلیمی

#### میانگین‌ها
- میانگین حداقل دمای ماهیانه: ۲۷- درجه سانتی گراد (دی ماه)
- میانگین حداکثر دمای ماهیانه: ۲۷ درجه سانتی گراد (تیر ماه)
- میانگین حداقل دمای سالیانه: ۲۷- درجه سانتی گراد
- میانگین حداکثر دمای سالیانه: ۳۶ درجه سانتی گراد
- میانگین دمای سالیانه: ۹ درجه سانتی گراد
- میانگین بارش سالیانه: ۳۳۶ میلی‌متر
- میانگین رطوبت نسبی سالیانه: ۴۸ درصد
- تعداد روزهای یخبندان در سال: ۱۷۰ روز
- میانگین تبخیر سالیانه: ۱۶۰۶ میلی‌متر
- فشار بخار آب اشباع جو: ۱۱/۱۲ میلی بار
- فشار بخار آب واقعی جو: ۱۴/۵ میلی بار
- توان تابش جو منطقه: ۸٬۸۲۰٬۰۰۰٬۰۰۰٬۰۰۰ وات بر متر مربع

#### ضرایب اقلیمی
- ضریب اقلیمی کوپن: اقلیم مرطوب
- ضریب اقلیمی سلیلنینوف: استپ معمولی
- ضریب رطوبتی ایوانف: بیابانی
- شاخص اقلیمی تورنت وایت: میکرو ترمال (سرد)
- ضریب اقلیمی گورزینسکی: بری شدید
- اقلیم‌نمای آمبرژه: نیمه خشک سرد

نهایت اینکه اقلیم منطقه بین شاخص‌های اقلیمی معتدل تا سرد خشک در نوسان است.

### موقعیت هیدرولوژیک
براساس تقسیمات باکر سرزمین ایران به شش حوضه منطقه‌ای تقسیم گردیده که بزرگ‌ترین آن حوضه آبی ایران مرکزی است. حوضه مرکزی خود به هفت زیر حوضه از جمله حوضه آبی باتلاق گاوخونی به مساحت ۱۰۲۴۶۲ کیلومتر مربع تفکیک شده، که این حوضه، خود جند حوضه کوچک‌تر مانند حوضه آبی زاینده رود به مساحت ۲۷۵۷۰ کیلومتر مربع را شامل می‌شود. حوضه آبی شهرستان چادگان یکی از زیر حوضه‌های زاینده رود محسوب می‌گردد.
زاینده رود یا زنده رود به‌طور طبیعی از جبهه شمال شرقی زردکوه بختیاری در پای کوه کارکنان واقع در چلگرد سرچشمه می‌گیرد و در طول مسیر ۳۶۰ کیلومتری خود تا مصب، شعب کوچک و بزرگ بیشماری به آن می‌ریزد. هر چه از سرچشمه به طرف مصب یعنی باتلاق گاوخونی پیش می‌رویم از مقدار آب وارده و تعداد شعب کاسته می‌گردد تا جائیکه بعد از رسیدن به محل سد زاینده رود در ۸۰ کیلومتری شمال شرق سرچشمه کوگانک، شعب دائمی آن قطع می‌شود. اجمالاً مناطق اصلی تأمین‌کننده آب زاینده رود دهستان‌های شوراب، تنگ گزی، چنارود و گرچمبو بوده و شعب آب زری، خوش آب، کوهرنگ (تونل اول و دوم و سوم)، آب چم در، چشمه دیمه، آب خوربه، آب روستا سرچشمه کوگانک، آب خرسانک، ممجلاردین، آب کوه لا شیران، حسین‌آباد، کلیچه و رود اورگان تأمین کنندگان آب زاینده رود محسوب می‌گردند. حجم آورد سالیانه این رودخانه به‌طور متوسط بیش از ۱۴۵۰ میلیون متر مکعب می‌باشد. رودخانه پلاسجان یا اسکندری زهکش نیمی از شهرستان فریدن است که از سه شعبه دامنه، دهق و نهر خلج تشکیل یافته که در حوالی روستای سواران به هم می‌پیوندند و نهایتاً در نزدیکی روستای علی‌آباد (قلعه شاهرخ) در منتهی الیه غرب دریاچه سد زاینده رود به رودخانه زاینده رود ملحق می‌شود.

### خورشید گرفتگی سال ۱۳۷۸
شهرستان چادگان یکی از مراکز اصلی رصد آخرین خورشید گرفتگی قرن بیستم بود. موقعیت جفرافیایی این شهرستان امکان مشاهده خورشیدگرفتگی کامل را فراهم می‌کرد. به همین علت شمار زیادی از بازدیدکنندگان داخلی و خارجی در آخرین خورشیدگرفتگی قرن بیستم در روز ۲۰ مرداد سال ۱۳۷۸ (۱۱ اوت ۱۹۹۹) در چادگان حضور داشتند.

## جمعیت و مردم
بیشتر اهالی‌ شهرستان‌ چادگان‌ شیعه دوازده‌ امامی‌اند و به‌ فارسی‌ با گویش‌ لری‌ و ترکی‌ سخن‌ می‌گویند. در برخی‌ از آبادیهای‌ آن‌ ارمنیان‌ نیز زندگی‌ می‌کنند.اقوام ترک، فارس و بختیاری و سپس در زمان صفویان ارامنه در این منطقه ساکن بوده‌اند.چادگان قبل از ورود اقوام ترک دارای ساکنان فارسی زبان بوده و با مهاجرت برخی اقوام به این منطقه، زبان ترکی بر آن غالب شده است و فارسی زبانان از این ناحیه مهاجرت کرده‌اند.
جمعیت این شهرستان در سال ۱۳۸۵ برابر با ۳۴۴۷۶ نفر بوده‌است.

## اقتصاد
اقتصاد این شهرستان بیشتر بر پایه کشاورزی، دامداری و صنایع دستی است. محصولات عمده آن، گندم، جو، یونجه و دانه‌های روغنی و فراورده‌های باغی شامل سیب درختی، گلابی، زردآلو، حبوبات و سیب‌زمینی است. سیب‌زمینی، حبوبات و میوه‌های آن به دیگر شهرستان‌های استان صادر می‌شود.

## صنایع دستی
بافت قالی در این منطقه از دیرباز رونق داشته لیکن در سال‌های اخیر کمتر به آن توجه شده‌است.